# Pojednání o podstatě a původu bohatství národů
Pojednání o podstatě a původu bohatství národů, známé i pod zkráceným názvem Bohatství národů, je magnum opus skotského ekonoma a filozofa Adama Smithe, základní dílo klasické ekonomie. Kniha byla poprvé vydána v roce 1776 a je úvahou o ekonomií v období začátku průmyslové revoluce; pojednává o volném trhu jako o produktivnějším a užitečnějším oproti ostatním systémům. Právě v Bohatství národů Smith formuloval svou metaforu o „neviditelné ruce trhu“.

## Historický kontext
Dílo bylo výsledkem autorových poznámek, jež tvořil po dobu sedmnácti let, z části taktéž využíval vlastní zkušenosti a poznatky z předešlých knih. Kniha Bohatství národů byla vydána v březnu roku 1776 během skotského osvícenství a britské zemědělské revoluce. Ústřední myšlenky Smithova díla přijímají několik principů upřednostňovaných právě za dob skotského osvícenství. První z nich je přesvědčení, že studium lidské povahy je základní a nezbytný aspekt. Druhým zmiňovaným principem je fakt, že Newtonova experimentální metoda je nejvhodnější pro studium člověka.
Podle Dugalda Stewarta, prvního životopisce Adama Smitha, hlavní významnost Bohatství národů nespočívá v originalitě autorových principů, ale v používání systematických a vědeckých úvah k jejich validaci a zřetelnosti, s jakou jsou vyjádřeny. V tomto smyslu je práce syntézou nejdůležitějších aspektů politické ekonomie.
Přestože je Smith v současné době vnímán jako významný ekonom, sám sebe považoval za profesora morální filosofie, kterou vyučoval na univerzitě v Glasgowě. Bohatství národů tedy není jen o ekonomice, ale také o politické ekonomii, historii, psychologii, politice, morálce a právu. Poskytl základ ekonomům, politikům, matematikům, biologům, myslitelům takřka všech oborů, na nichž se dá i v nynější době stavět. Bez ohledu na historický vliv představovalo Bohatství národů jasný posun paradigmatu v oblasti ekonomiky.
Během Smithova života bylo publikováno pět vydání díla, a to v letech 1776, 1778, 1784, 1786 a 1789. Na některá základní fakta, vycházejících z knihy, úspěšně navazoval i Karl Marx. Dílo nastínilo otázky, týkající se hospodářství a fungování ekonomiky a značně ovlivnilo dění v 18. i 19. století. Jeden z otců zakladatelů a první ministr financí USA Alexander Hamilton, byl rovněž knihou ovlivněn, když ve svých spisech argumentoval proti mnoha Smithovým politickým teoriím.

## Shrnutí obsahu
V konečné podobě tvoří Bohatství národů celkem pět knih, z nichž každá obsahuje více tematických kapitol:
- Kniha I: O příčinách zvyšování produktivní síly práce a o řádu, podle něhož se její produkt přirozeně rozděluje mezi různé vrstvy lidí (Of the Causes of Improvement in the productive Powers of Labor)
- Kniha II: O podstatě, akumulaci a používání kapitálu (Of the Nature, Accumulation, and Employment of Stock)
- Kniha III: O nestejném růstu blahobytu v různých zemích (Of the different Progress of Opulence in different Nations)
- Kniha IV: O soustavách politické ekonomie (Of Systems of political Economy)
- Kniha V: O důchodu panovníka nebo republiky (Of the Revenue of the Sovereign or Commonwealth)

### Kniha I
Smith se zde věnuje především dělbě práce, které přisuzuje klíčovou roli při rozvoji státu. Její diverzifikace zajišťuje všeobecnou hojnost. Toto se vztahuje více na výrobu, než na zemědělství, ve kterém není rozdíl mezi vyspělým a zaostalým státem tak výrazný. Dělba práce podle Smithe nevyplývá z lidského rozumu, ale z přirozeného sklonu k směnnému obchodu. Autor také vysvětluje vznik peněz. Dále popisuje vztahy mezi zaměstnavateli a pracujícími a ohodnocení práce. Je velmi znepokojen tehdejší chudobou, jež dává za vinu cechům či konglomerátům, které zasahují do vlády a nejednají ve veřejném zájmu.

### Kniha II
Autor vysvětluje pojem kapitál jako prostředky, jež nejsou spotřebovány, ale užity k vstupu do další výroby a k dosažení vyššího zisku v budoucnu. Dále se zabývá vlivem a rolí kapitálu ve společnosti.

### Kniha III
Smith vysvětluje, že k dosažení dlouhodobého hospodářského růstu je nutná spolupráce mezi venkovem, který zajišťuje suroviny, a městy, jež zajišťují zpracování a obchod. Tvrdí, že rozmach měst a průmyslu je způsoben zajištěním ze strany venkova. Ten nakonec na prosperitě měst sám vydělává. Zemědělství je podle autora mezi lidmi žádoucí, neboť poskytuje svobodu, která dává lidem větší motivaci (jsem svým vlastním pánem, pracuji pro sebe a svou rodinu; Smith ovšem velmi kritizuje egoismus a chamtivost). Ve společnosti proto přirozeně putuje nejvíce kapitálu do zemědělství, až poté do výroby a obchodu. Tento jev vede k růstu a hojnosti.

### Kniha IV
Smith kritizoval vměšování státu do ekonomiky, neboť dle jeho názoru tento postup narušoval rozmach průmyslu a pokrok. Ostře se vyhranil zejména proti merkantelismu (zavádění ochranářských cel a hromadění drahých kovů). Dále se zde věnuje důvodům zakládání a využívání kolonií. Ty jsou prospěšné jak pro mateřský stát, tak pro celou Evropu, neboť dovolují jejím obyvatelům využívat jinak nedostupné či nedostatkové zboží. I z tohoto důvodu Smith prosazuje volný obchod, protože ten je oproti merkantilismu prospěšný všem.

### Kniha V
Smith předpokládal čtyři tzv. maximy zdanění: poměrnost, transparentnost, vhodnost a efektivnost. Mimo jiné zastával něco, co bychom dnes nazvali progresivním zdaněním. Tvrdil, že bohatí by se měli větší měrou podílet na hrazení veřejných výdajů (daně se mají vztahovat na schopnosti a zvyky každého). Co se týče vlády a státu, jejich role má spočívat v ochraně společnosti před vnitřním rozkladem (např. zajištění únosných podmínek k životu chudým). Jiné zásahy negativně ovlivňují ekonomiku, neboť narušují princip „neviditelné ruky trhu“. V poslední kapitole se věnuje problematice války a veřejného dluhu. V případě války se náklady státu zvyšují, avšak politici nejsou ochotni (z obavy o veřejné mínění) ve větší míře zvednout daně. Situace se proto řeší úvěrem. Pokud je ovšem vládě umožněno půjčovat si bez omezení, povede válku dál a stát se tak bude víc a víc zadlužovat. V důsledku budou tyto náklady zatěžovat budoucí generace.

## Reakce a přijetí knihy

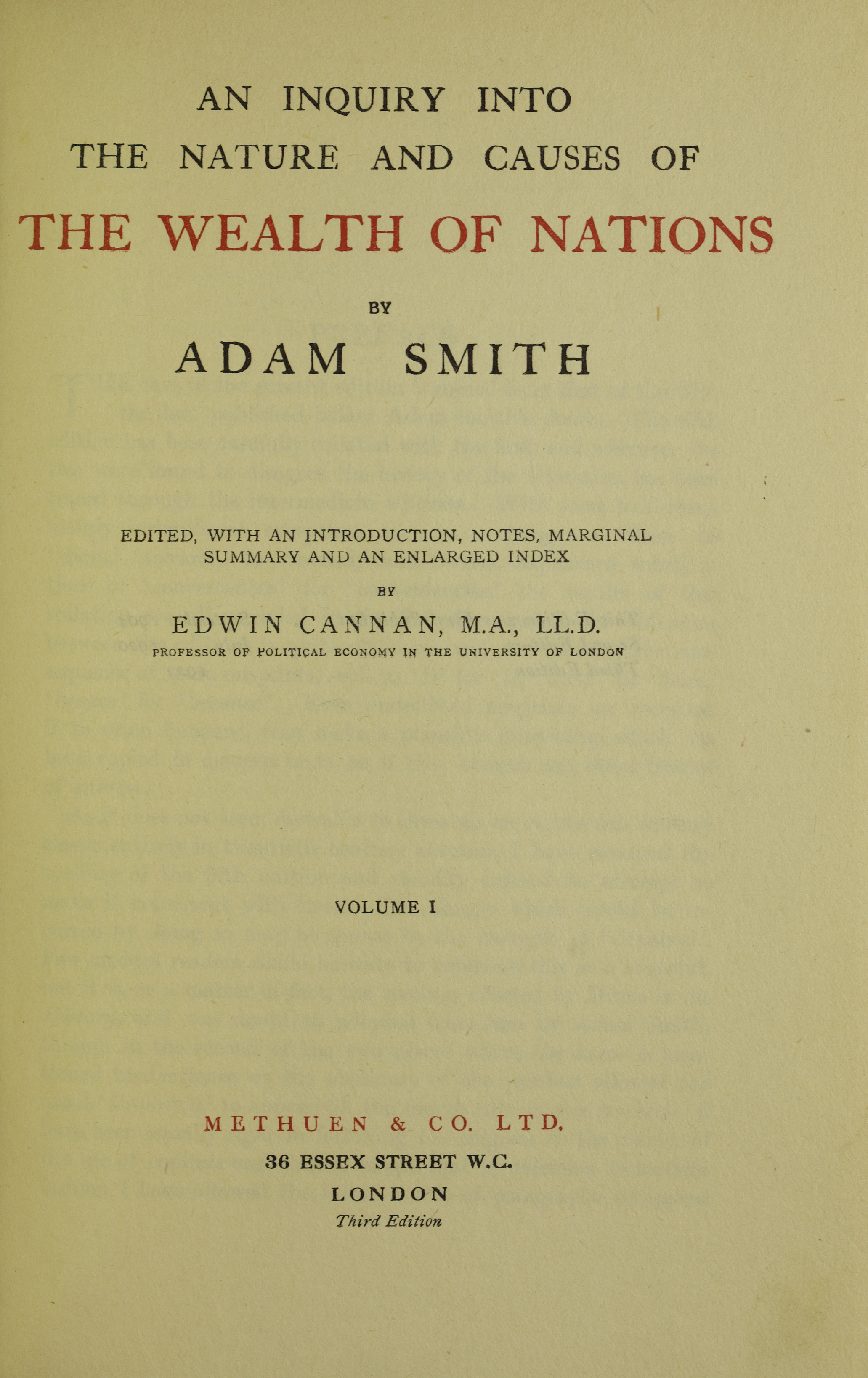
Inquiry into the nature and causes of the wealth of nations, 1922

Kniha zaznamenala vesměs kladné přijetí, i přes počáteční kritiku plynoucí z názoru, že při jejím čtení je potřeba nad obsahem knihy přemýšlet více, než bylo třeba u děl Smithových současníků. Kritici argumentovali, že Smithovo dílo nemůže právě z důvodu své náročnosti dosáhnout vysoké popularity.
Navzdory tomu se první vydání knihy vyprodalo za 6 měsíců. V roce 1777, tedy rok po jejím vydání, dokonce inspirovala tehdejšího premiéra Velké Británie lorda Northa k zavedení dvou nových daní, daní za sluhy a aukční daně. O rok později prosadil North na doporučení Smithe daň za obydlení obydlí a daň za slad.
Celkově se kniha velmi rychle rozšíříla v intelektualních kruzích a stala se často citovanou v anglickém parlamentu (v 19. století ji velmi často citoval člen britského parlamentu Robert Cobden, například při příležitosti boje proti otrocké práci). Smithův životopisec John Rae tvrdil, že Bohatství národů začalo velmi brzy po svém vydání formovat vládní politiku Velké Británie.

### Názory ekonomů
Na Bohatství národů navazovali a dále jej rozvíjeli další ekonomové 19. století jako např. John Stuart Mill, David Ricardo a Alfred Marshall. Vraceli se k němu i mnozí významní ekonomové moderní doby jako např. John Maynard Keynes, Friedrich August Hayek či Ronald H. Coase.
Bohatství národů má dodnes přetrvávající vliv, důkazem toho je, že se jedná o druhou nejcitovanější knihu v sociálních vědách, která byl vydána před rokem 1950, s 36.331 citacemi (první je Marxův Kapitál).
Výše zmíněný Ronald H. Coase, britský ekonom a nositel Nobelovy ceny za ekonomii, zastával názor, že pokud by byl vyslyšen Smithův návrh umožnit americkým koloniím svou reprezentaci v britském parlamentu (která by byla úměrná jejich podílu na veřejných příjmech), vyhlášení nezávislosti z roku 1776 by pravděpodobně neproběhlo. Amerika by dnes vládla Anglii a sám Smith by byl znám nejen jako autor Bohatství národů, ale také jako otec zakladatel.
Další z nositelů Nobelovy ceny za ekonomii, významný ekonom George Stigler připisoval Smithovi „nejdůležitější věcný výrok ve všech ekonomikách“ a založení teorie přidělování zdrojů. Také popisoval Smithovu větu, že „dělba práce je omezena rozsahem trhu“ jako „jádro teorie funkcí firmy a průmyslu“ a „základní princip ekonomické organizace“.